# Pholcus lambertoni
Pholcus lambertoni là một loài nhện trong họ Pholcidae. Loài này được phát hiện ở Madagascar.